# Vladimir Alexandroviche Vishnevski
Vladimir Alexandroviche Vishnevski (em russo:  Владимир Александрович Вишневский; 3 de junho de 1920, Khabarovsk, Oblast de Primorskaia, República do Extremo Oriente - 8 de setembro de 2000, Washington, EUA), líder da emigração russa, presidente da ROVS. Capitão do Estado-Maior da ROVS (1999), Segundo-tenente do Exército Iugoslavo.

## Biografia
Nascido na Rússia, seu pai morreu na Sibéria numa batalha contra os Vermelhos.
Em 1922 ele deixou a Rússia vindo de Vladivostok e chegou a Xangai, e de lá para a Iugoslávia.
Se formou no 1º Corpo de Cadetes Russos, em seguida ingressou na Academia Militar Iugoslava. Após a formatura, tornou-se Segundo-tenente da infantaria do Exército Real Iugoslavo. Em abril de 1941, participou de batalhas com os alemães. Em 1941, ele se juntou ao Corpo de Segurança Russo formado pelos alemães com o posto de soldado raso. Durante seus anos de serviço no Corpo Russo, tornou-se Tenente.
Em 12 de maio de 1945, partes do Corpo se renderam aos britânicos, entregando-lhes suas armas e equipamentos. Em 30 de outubro de 1945, trabalhou no transporte de prisioneiros para o campo de Kellerberg. Depois morou na Venezuela e trabalhou como engenheiro.
Em 1991 mudou-se para morar com o filho nos EUA e tornou-se representante da ROVS em Washington com promoção ao posto de Capitão do Estado-Maior. De janeiro a setembro de 2000 foi presidente da ROVS. Morreu em 8 de setembro de 2000 nos EUA. Enterrado no cemitério de Rock Creek.

## Referência
1. ↑  «Путешествия по всему миру » Владимир Александрович Вишневский». web.archive.org. 11 de abril de 2015. Consultado em 30 de janeiro de 2024
2. ↑  «tez-rus.net». ww38.tez-rus.net. Consultado em 30 de janeiro de 2024
3. ↑  «ЮГОСЛАВИЯ». www.whiterussia1.narod.ru. Consultado em 30 de janeiro de 2024